# Saint-Judoce
Saint-Judoce é uma comuna francesa na região administrativa da Bretanha, no departamento Côtes-d'Armor. Estende-se por uma área de 10,29 km². Em 2010 a comuna tinha 573 habitantes (densidade: 55,7 hab./km²).